# Exogone longispinulata
Exogone longispinulata är en ringmaskart som beskrevs av San Martin 1991. Exogone longispinulata ingår i släktet Exogone och familjen Syllidae. Inga underarter finns listade i Catalogue of Life.